# 吴廷琰之死

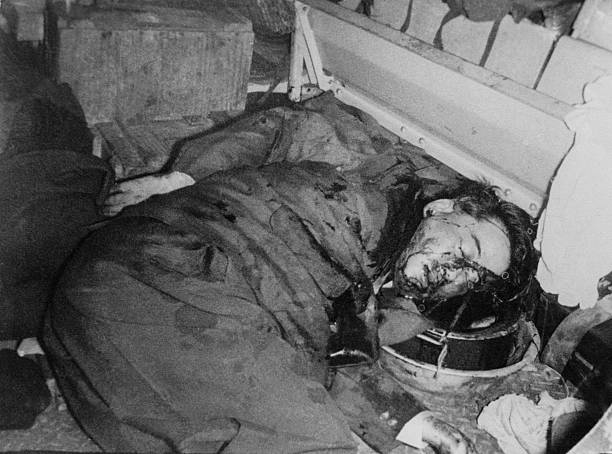
装甲车后的吴廷琰尸体，双手被绑在身后；这些有关吴廷琰尸体的照片否定了政变军人提出的吴氏兄弟自杀论

吴廷琰之死，是越南共和国（南越）总统吴廷琰的死亡經過。起因於南越軍將領杨文明将军發動的1963年南越政變，參與政變的阮文戎少校殺死了总统吴廷琰與其胞弟吴廷瑈。

## 簡介

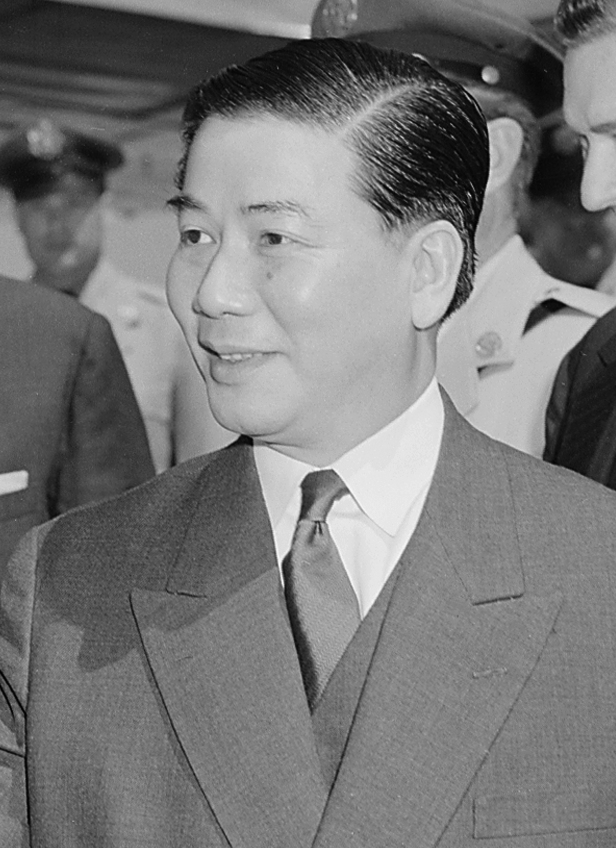
吴廷琰

吴廷琰在任內實行獨裁統治，並獨尊天主教，歧視、迫害佔南越人口多數的佛教徒，尤其重用其聲名狼藉的胞弟吳廷瑈，使民怨沸腾，而在因抗议禁止懸掛佛教旗帜導致的顺化佛诞枪击案之后，爆發了反对西貢當局长期採取宗教歧视政策的大规模佛教徒危机，而釋廣德法師自焚案、查抄舍利寺等事件，間接令對吴廷琰政權的不滿從民間擴大至南越軍政界，甚至美國甘迺迪政府。 
1963年11月2日早上，杨文明将军等一批越南共和國軍隊将领组织並逮捕了总统吴廷琰及其胞弟兼顾问吴廷瑈，这是美國中央情报局支持的1963年南越政变的顶点。政变结束了9年来吴氏兄弟在南越独裁主义和裙帶關係的家族统治。
政变军人组织了对西贡的总统府嘉隆宮（今胡志明市博物馆）通宵血腥的围攻。当他们进入总统府时，发现吴氏兄弟不在那里，他们已经连夜逃往堤岸忠诚者的庇护所。吴氏兄弟通过從庇護所至皇宮的直接聯繫與叛軍對話，误导他们相信吴氏兄弟还在总统府内。吴氏兄弟在得到安全流亡的允诺后，很快就同意投降。吴氏兄弟被捕後，在被押往位于新山一空軍基地的军事总部的途中，在一辆装甲运兵车內被枪杀。
雖然没有进行正式的调查，吴氏兄弟死亡的责任通常归于杨文明的保镖阮文戎和少校杨孝义，二人皆於行程中護衛吳氏兄弟。杨文明的同僚和駐越的美国外交官等官員，都认为是杨文明下达了处死的命令。他们推想了各种动机，包括吴氏兄弟逃离总统府给杨文明带来了麻烦，以及防止吴氏兄弟日后东山再起。軍政府最初试图掩盖其被殺的真相，称吴氏兄弟是死於自杀，但是与在媒体上曝光的尸体照片，明顯地有所牴觸，照片上的吴氏兄弟屍首，充滿了彈痕與刀傷。

## 事變經過

### 政变发端
1963年11月1日，杨文明和陈文敦等人以“参加午餐会”为由，号召其他南越军官（南越特种部队指挥官黎光松也包含在内）前往位于新山一空军基地的越南共和國軍總參謀部。当天下午1时30分，陈文敦宣布发动针对吴廷琰的政变。大部分将领起立鼓掌，但是黎光松并未鼓掌，其后被杨文明的保镖阮文戎带走，被带走时还不断高呼：“别忘了当初是谁提携你们的！”叛军随后逼迫黎光松，要求其命令特种部队投降。下午4时45分，军官把枪口指向黎光松，逼迫他向吴廷琰打电话，对总统说他已经命令特种部队投降（实际上特种部队仍然效忠于吴廷琰），但是却未能说服吴廷琰，使他投降。杨文明随即命令阮文戎把黎光松处死。其他将领对黎光松的遭遇不表同情，因为这位指挥官曾在当年8月查抄舍利寺时让他的部下穿上普通军服掩饰特种部队的身份，使其他将领的名誉受损。这些将领已意识到黎光松对他们的威胁；在筹划政变的时候，也曾讨论除掉黎光松的事宜，打算向他的特种部队发动攻势。黎光松及其胞弟兼副手黎光绍少校于当晚在新山一空军基地边缘被阮文戎处决。叛变军人在当天下午已将西贡的政府部门包围，并封锁多条主干道，守卫嘉隆宫的仅余总统卫队。鉴于吴廷琰多次拒绝投降，阮文紹率领的越南共和國第5步兵師当晚对嘉隆宫发起攻势，而当时吴氏兄弟已从嘉隆宫遁入秘密地道。
吴廷琰直至11月2日早晨才同意投降。当天早6时许，叛变军官在总参谋部讨论吴氏兄弟的去留问题，而此前南越陆军正计划让吴氏兄弟安全流亡。根据美國中情局与南越陆军将领联络人卢西恩·科奈恩的说法，包括杨文明在内的多数军官希望吴廷琰“荣退”并流亡海外。但不是所有的军官都出席了这次讨论会。一名曾任警长的将军提议将吴廷琰处决，而另一名将军据报曾在会上表示要“斩草除根”。当时的讨论会上并没有投票环节。科奈恩表示，考虑到权力的平稳过渡是获取国际认可的优先手段，政变军官并未表达过暗杀吴廷琰的想法。
杨文明和陈文敦向科奈恩请求美国安排一架飞机送吴氏兄弟出国。早在10月31日，美国驻南越大使洛奇就提醒华盛顿方面，称南越可能在西贡做出此等调动飞机的请求，这使肯尼迪政府陷入两难境地，因此举可能将政变一事暴露在外。科奈恩在与中情局驻西贡情报站执行站长大卫·史密斯通话时，通话延迟了10分钟。美国在不向吴廷琰提供庇护的前提下拒绝飞机在任何国家降落，也不愿意让吴廷琰和吴廷瑈在外另组流亡政府，而是想让兄弟二人远离越南。美国助理国务卿罗杰·希尔斯曼在当年8月即表示，“无论如何都不能让吴廷瑈待在东南亚，否则他很有可能东山再起。如果将军们决定流放吴廷琰，他也应该被送到东南亚以外的地方。”他后来亦提出了自己的“宫中大结局”设想：
为了取得胜利，我们应当鼓励政变军人战斗到底，并在必要时摧毁嘉隆宫。吴氏家族应当无条件投降，否则政变军人和美国应该想办法智取他们。如果活着出去的话，吴廷瑈他们应该被放逐到法国或是其他愿意接收他们的地方。对于吴廷琰，就按将军们希望的那样去做。
吴廷琰在投降后最后一次给洛奇打电话，而洛奇并没有向华盛顿汇报这次通话，因此吴廷琰和洛奇在前一天下午政变开始时的通话被认为是二人的最后一次通话。1985年洛奇逝世后，其副官迈克·邓恩上校称，吴廷琰与洛奇在2日早7时左右进行了最后一次通话。洛奇在接到吴廷琰的电话后先将听筒搁置并走开，返回后称将给予吴氏兄弟庇护，但在当天之内并不会安排将二人送往菲律宾。这与洛奇前一天劝降时提出的条件相矛盾。邓恩请求亲自前往吴氏兄弟的藏匿处保护吴廷琰，但洛奇拒绝了他的请求，称“我们不能介入”。邓恩后来表示，“当时我真的很惊讶，没有给他们更多帮助。”拒绝帮助吴氏兄弟安全流亡的洛奇在吴氏兄弟被杀后称，“如果他们还活着，我们应该拿他们怎么办？任何一个老顽固都有可能利用他们。”
邓恩声称，洛奇没有立即应答的原因是向科奈恩通知吴氏兄弟的下落，以便将军们逮捕兄弟两人，但科奈恩否认了这一说法。同一天早晨，科奈恩与使馆通话，商议调动飞机送吴氏兄弟离开西贡的请求。洛奇的一名部下告诉科奈恩，飞机应直接飞往一个距离较远的庇护国，这样吴氏兄弟才不至于在就近国家下机，并反击政变。科奈恩被告知，离西贡最近的可用长程飞机在关岛，需要24小时才可以安排。杨文明对此大感惊讶，称这一时间间隔对将军们而言过长。历史学者马克·莫亚尔认为美国驻南越大使洛奇本来打算派飞机将吴廷琰和吴廷瑈接到当时美军所有的克拉克空军基地，然后转飞其他地点，以劝说吴廷琰放弃抵抗，但洛奇在11月2日得知政变成功后即改变主意，认为没有必要再给吴廷琰提这等条件。

### 嘉隆宫的逮捕行动
11月2日早晨，杨文明与保镖阮文戎乘车离开参谋部，前往嘉隆宫监督逮捕吴氏兄弟的全过程。杨文明同时调一辆M113裝甲運兵車和4辆吉普车前往嘉隆宫，以便将吴氏兄弟带回参谋部。同时，政变军官陈文敦、陳善謙和黎文金正在军事总部准备军政府的权力交接。在总部内，吴廷琰的肖像被取下，雕塑被覆盖，同时一张盖有绿色毛毡的桌子被抬进总部，用于吴廷琰向杨文明和阮玉書的权力交接。按计划，吴廷琰和吴廷瑈将向军官“请求”流亡，并被送往军事总部内的一个隐蔽地点等待流放。杨文明于当天早8时身着军礼服抵达嘉隆宫，准备监督吴氏兄弟的逮捕。然而，吴氏兄弟并不在嘉隆宫内。

### 吴廷琰的逃亡
为应对可能的政变，吴廷琰已命人在嘉隆宫内建设了通往郊区的三条相互独立的隧道。11月1日当晚20时许，嘉隆宫只剩总统卫队仍在抵抗叛变步兵和装甲部队的攻击，吴廷琰和吴廷瑈将美钞匆匆装入皮箱，与吴廷琰的两名支持者一道经隧道逃跑。事后，美军援越司令官哈金斯检查了吴氏兄弟逃跑时经由的隧道，称“它实在是太远，我根本不想下去走到头”。吴氏兄弟在包围圈外的一个球场走出隧道，并被一辆等候的路虎汽车接走。历史学者艾伦·哈默对隧道逃亡一事持怀疑态度，称吴氏兄弟在嘉隆宫仍未被包围时就走出了大门。哈默声称吴氏兄弟走过网球场后经由黎圣宗街上的一个小门离开嘉隆宫一带，随后上车。吴氏兄弟等人经由狭窄的后街，以避开叛军设下的关卡，随后改乘一辆雪铁龙DS轿车。
据报在离开嘉隆宫后，吴廷瑈建议兄弟两人分头行动，以便增加顺利逃亡的几率。吴廷瑈建议其中一人去湄公河三角洲跟随黄文高的第四军，另外一个去中份高原找阮慶的第二军。吴廷琰拒绝了吴廷瑈的请求，一个说法称吴廷琰告诉吴廷瑈“你不能一个人留下来。他们非常恨你，会杀了你。你跟我在一起，我会保护你。”另一说法称，吴廷琰表示“我们这几年一直共患难，怎么能在如此关键的时刻分开呢？”吴廷瑈随即同意继续与吴廷琰同行。
吴氏兄弟后来逃往位于堤岸的潮州帮华人富商马国宣家中。马国宣据称是吴廷瑈与控制鸦片贸易的华人财团间的主要联络人，同时也是吴廷琰的挚友。此前二人曾向中华民国驻西贡大使馆求救，但被拒绝。随后，吴氏兄弟藏匿在马国宣家，试图与政变领袖谈判。吴廷瑈的秘密警察早已在马家安装了直通嘉隆宫的电话线，因此政变军人相信吴氏兄弟仍然被包围在嘉隆宫内。叛军和总统卫队在当晚21时均没有想到他们将为一座空无一人的建筑而战。据称杨文明在得知吴氏兄弟连夜逃跑时，深感难堪。

### 堤岸的逮捕行动

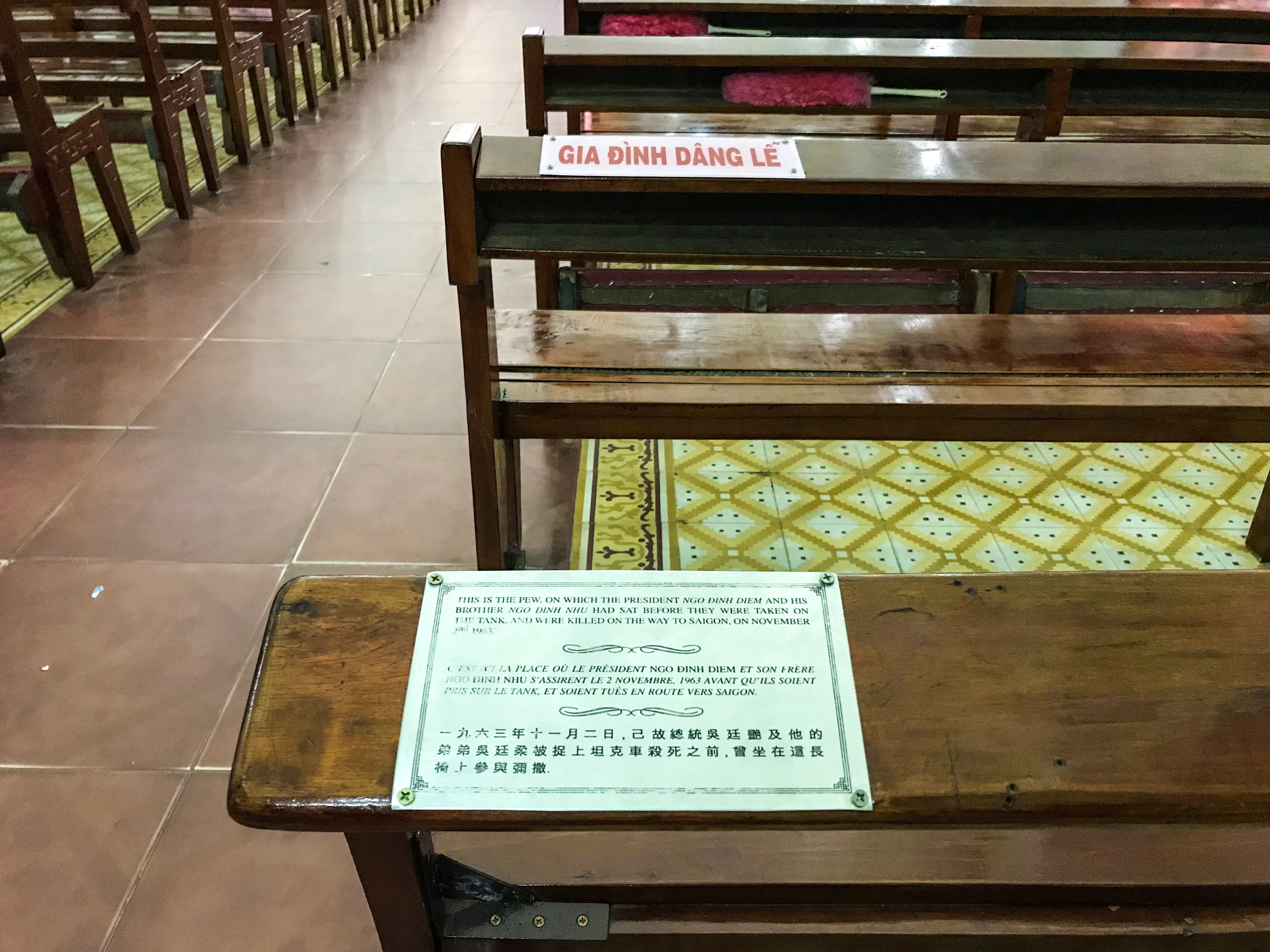
吴氏兄弟被捕前坐在此长凳前望弥撒

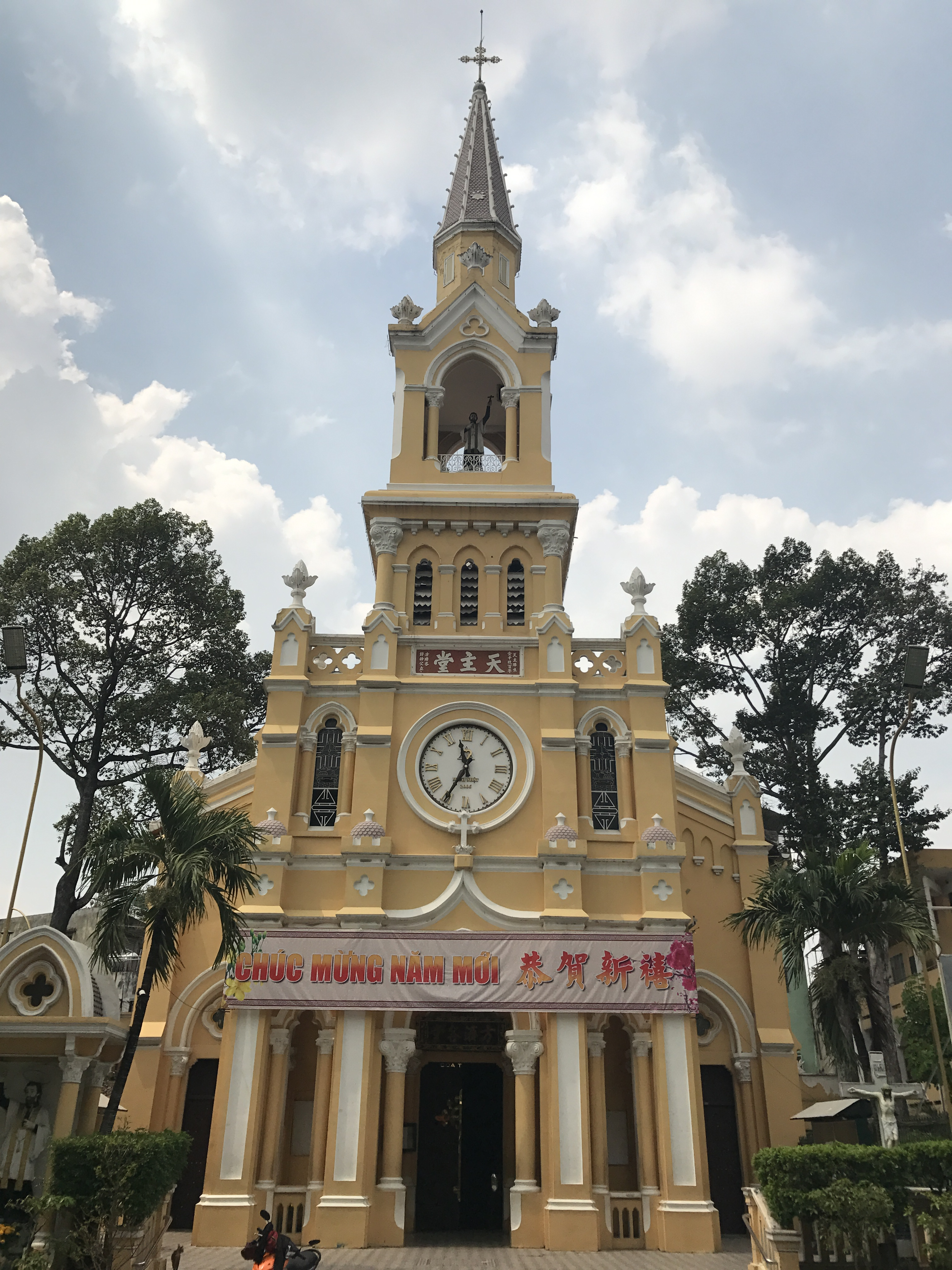
吴氏兄弟最后藏身的圣方济各沙勿略堂

杨文明命令叛军在吴氏家族常出没之处搜查，随后上校范玉草从一名被俘的总统卫兵口中得知吴氏兄弟已从嘉隆宫经隧道逃往堤岸。陈善谦曾指示范玉草去寻找吴廷琰。范玉草抵达马国宣家后便与其上级通话，但被吴氏兄弟听到。吴氏兄弟随即前往圣方济各沙勿略堂，吴廷琰在临走前告诉同行的杜上尉“我不知道我会是生还是死，我也不在乎。但是，请告诉阮庆，告诉他我爱他，并让他为我报仇。”
当天早晨的追思已亡節弥撒过后，吴氏兄弟身着暗灰色西服走入教堂。据报曾有线人在兄弟二人走进教堂院内时认出他们。吴氏兄弟在教堂内祈祷，并领了圣体。
几分钟后，即上午10时许，一辆装甲车和两辆吉普车停在教堂前。一名空军军官承诺保证吴廷琰的安全，吴氏兄弟随即被带走。

### 护送至参谋总部
吴廷琰和吴廷瑈在圣方济各沙勿略堂被捕。枚有春将军等人参与了对吴氏兄弟的护送。吴廷琰要求护送车队停在嘉隆宫，以便吴廷琰带上一些个人物品流亡，但枚有春拒绝了他的请求，冷静地称他们将把吴氏兄弟直接带到军事总部。吴廷瑈對用装甲车运送他們感到反感，问“你就用这种车运载总统？”，被告知此举只是为了军官自身的保护，枚有春则解釋此举是为了避免二人受“极端分子”袭击。枚有春随即命令下属在将吴氏兄弟送进装甲车前将二人的手绑在身后。一个军官请求射杀吴廷瑈，但被枚有春拒绝。

### 暗杀
阮文戎和杨孝义与吴氏兄弟共同坐在装甲车内，准备护送二人至新山一基地。在前往教堂前，杨文明据报对阮文戎打出了伸出两个手指的手势，这被认为是杀死吴廷琰兄弟的命令。装甲车返回途中停在一个铁路道口，而各方面认为当时吴氏兄弟已经被杀死。陈文敦的调查显示杨孝义用半自动手枪近距离射杀了吴氏兄弟，阮文戎又用子弹多次射击，随后频繁用刀刺二人的尸体。
杨孝义后来描述：“在我们回到总参谋部的途中，吴廷琰静静地坐着，但吴廷瑈和阮文戎开始互相谩骂。他们越骂越激烈，但我不知道谁挑起了这一事端。阮文戎此前就憎恶吴廷瑈，现在他已经充满了愤懑。”杨孝义提到当装甲车停在铁路道口时，“（阮文戎）用一把刺刀戳向吴廷瑈，并一再用刀刺他，刺了可能有15到20次。盛怒之下，他转向吴廷琰，掏出左轮手枪射击吴廷琰的头。然后，他转头看着吴廷瑈躺在地上抽搐，于是也向吴廷瑈的头开了一枪。吴廷琰和吴廷瑈都没有作出防卫，他们的手被绑住了。”

## 反应

### 南越陆军反应
吴廷琰和吴廷瑈的尸体运抵总参谋部时，在场的将军感到震惊。吴廷瑈的死沒人在乎，因為吴廷瑈早已聲名狼藉，但大多數的將領並無意傷害吴廷琰，只是想要令吴廷琰下臺。一名将军甚至情绪崩溃，痛哭流涕。越南共和國第3軍軍長尊室訂将军后来称：“当晚我无法入睡。”陈文敦称将军们为吴廷琰的死感到“真心悲痛”，认为他们本想安全护送吴廷琰流亡。
陈文敦命令一个将军向记者告知吴氏兄弟死于事故，随即前往杨文明办公室与其对质。
- 陈文敦：为甚麼杀了他们？
- 杨文明：他们死了又怎么样？[23]

与此同时，梅友春不顾陈文敦在场，径直进入杨文明办公室，立正敬禮，並以法語向其报告：“任务完成！”美国东部时间1963年11月2日午夜后，中情局将吴廷琰的死讯通知白宮，称吴廷琰兄弟是自杀身亡。南越广播电台则称吴廷琰兄弟被毒杀。很多不清晰或相互矛盾的说法随之产生。保罗·哈金斯将军称吴氏兄弟的自杀方式可能是枪击，或用一名南越军官的手榴弹自爆。杨文明在试图解释时说“由于有关人员疏忽，车内留下了一把枪。吴氏兄弟就是用这把枪自杀的”。

### 美国方面反应

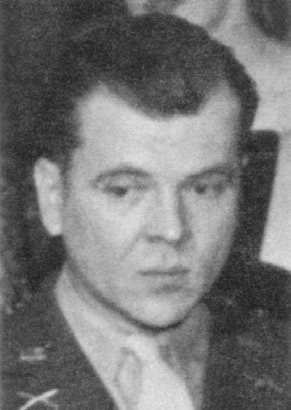
中情局与南越陆军将领的联络人卢西恩·科奈恩

第二天早晨，美国国家安全委员会雇员迈克尔·福雷斯特尔在白宫内阁会议室将报道吴氏兄弟所谓“自杀”一事的电报出示给肯尼迪。据馬克斯維爾·泰勒上将称，“肯尼迪跳了起来，带着我从未见过的惊愕与失望的神色从房间里衝了出去。”据小亞瑟·史列辛格回忆，肯尼迪本以为吴廷琰会安全流亡，但在得知其死讯后感到“忧郁和不安”。肯尼迪随后在备忘录中称这起暗杀事件“实在令人厌恶”，并责怪自己在吴廷瑈指挥政府军查抄舍利寺后批准授权小亨利·卡波特·洛奇发动政变的243号电报。福雷斯特尔称“这件事撼动了他本人……以道德、宗教事件的形式使他不安。我想它在针对南越的建议方面动摇了他的信心。”肯尼迪的一个朋友在安慰肯尼迪时称“由于吴氏兄弟的独裁统治，没有必要为他们的死感到惋惜”，肯尼迪则回应道“不，他们的处境很艰难，已经为他们的国家尽了全力。”
肯尼迪的反应并没有对吴廷琰的整个统治时期予以同情。有人称肯尼迪本不应该支持这场倒琰政变，且由于政变不可控制，暗杀的可能性总会存在。肯尼迪怀疑吴氏兄弟的自杀论，认为两人实际上双双被暗杀。肯尼迪推论称吴氏兄弟为虔诚的天主教徒，不可能違反天主教戒律而自杀，但罗杰·希尔斯曼辩称吴廷琰和吴廷瑈可能将这次政变视为末日戰場，从而为自杀论辩解。美国官员随即开始怀疑吴氏兄弟的真实死因。在政变军官准备将吴氏兄弟的尸体带到新闻发布会上以宣布政权更替时，中情局特工卢西恩·科奈恩暂时离开叛军总部，在回到住所时接到了中情局驻西贡情报站要求向美国驻南越使馆报告的电话。使馆将肯尼迪的命令转述给科奈恩，要求他找到吴廷琰。科奈恩于10时30分左右返回新山一基地，随后与杨文明展开以下对话：
- 科奈恩：吴廷琰和吴廷瑈在哪里？
- 杨文明：他们自杀了。他们之前在堤岸的天主教堂里，然后自杀了。
- 科奈恩：听着，你是佛教徒，我是天主教徒。如果他们是在那座教堂自杀的，而神父今晚还在做弥撒，那这个说法就站不住脚。他们到底在哪儿？
- 杨文明：他们的尸体在总参谋部后面。你想看看他们吗？
- 科奈恩：不想。
- 杨文明：为什么？
- 科奈恩：嗯，如果万一有人相信你他们是在教堂自杀的，而我看到他们没有自杀，知道得太多，那么如果事情泄露出去，我就麻烦了。[28]

科奈恩深知如果他看到了尸体上的弹孔和刀痕，他就不能否认吴氏兄弟被暗杀。科奈恩拒绝看到证据，意识到如果知道此事，他的隐蔽性和安全将受到影响，随即回到使馆，向华府报告。中情局驻西贡情报站事后获得了吴氏兄弟的一系列照片，证明二人无疑系被謀殺而非自杀。这些照片摄于11月2日10时许，展现了吴氏兄弟在装甲车内横尸血泊的场面。他们身着罗马天主教神父袍，双手被绑在背后，面部遍布血迹和伤痕，且不断被刀戳刺。这些照片的真实性较为明显，否定了政变将军们提出的“吴氏兄弟自杀”论调。这些照片在售予西贡的媒体机构后传播至全球。其中一张刊登在《时代周刊》上的照片说明为“不用手的‘自杀’”（"Suicide" with no hands）。

### 越南各界反應
吴氏兄弟被杀时，吴廷瑈夫人陳麗春及其长女吴廷丽水正在美国加州贝弗利山停留，其余子女則仍在南越大叻市。其后，这些子女飞赴罗马避难，并得到吴廷琰胞兄吴廷俶主教的庇护，陈丽春后来也前往罗马，从而躲过暗杀。
北越領導人胡志明在得知吴廷琰的死讯后说道：“我几乎不能相信美国人会如此愚蠢。”越南共产党中央政治局则称：“11月1日政变的结果将会与美帝国主义者的打算相反……吴廷琰是反抗共产主义最激烈的人之一，他会作出任何事情来试图扑灭共產革命。吴廷琰是美帝最能幹的『傀儡』之一……在南越流亡海外的反共分子中，没有人有足够的政治资产和能力能让其他人服从。因此，这个政权不会稳定。1963年11月1日的这场政变不会是最后一次政变”。

## 埋葬

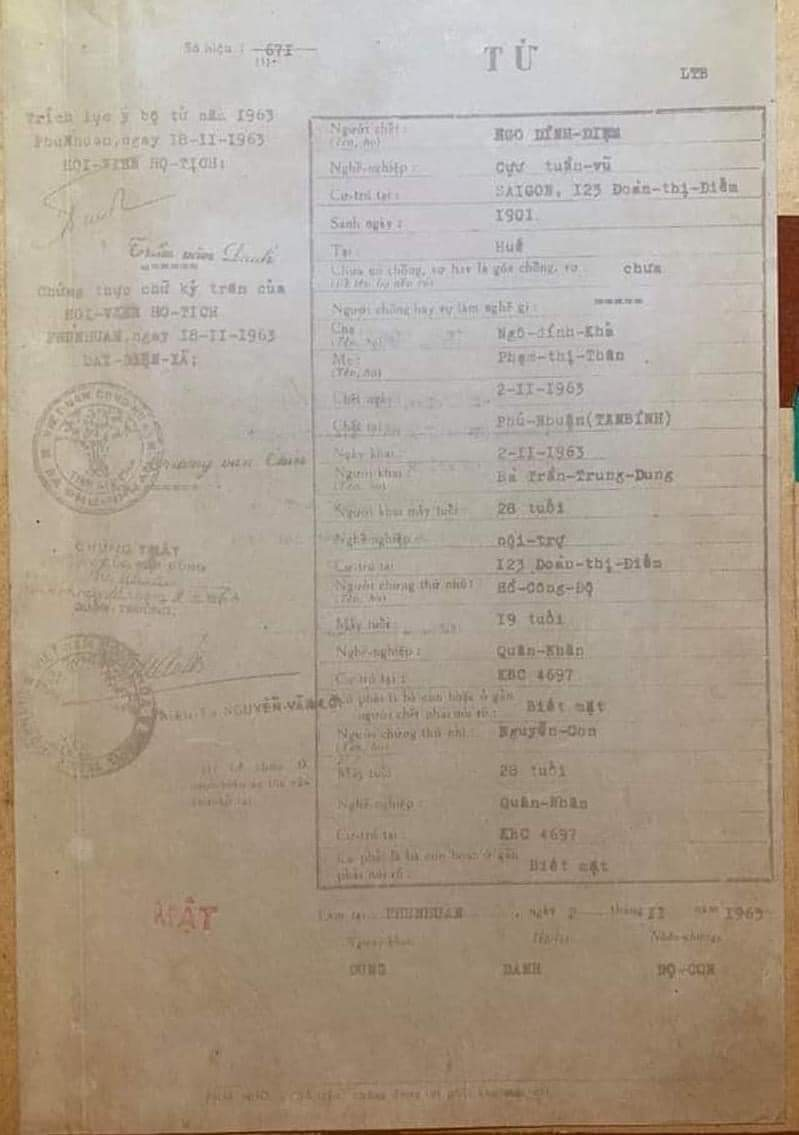
吳廷琰的死亡證明

11月2日当天下午，吴氏兄弟的尸体被送往圣保禄天主教医院，一名法国医生宣布二人已经死亡，但并未验尸。在死亡证明上，吴廷琰的头衔被记载为“前巡抚”而非国家元首。军政府并未公开吴氏兄弟的埋葬地点，关于二人埋葬地的众多猜测由此产生，流言中可能的埋葬地点包括军事监狱、当地公墓、新山一总参谋部，也有说法称二人已被火化。没有任何人因杀害吴廷琰而遭到起诉。

## 后续事件
吴廷琰的五弟吴廷瑾后来被卢西恩·科奈恩逮捕，并于1964年处决，而同属吴氏家族的吴廷俶（彼时正在参加第二次梵蒂岡大公會議）和吴廷練（时任南越驻英大使）则因身在海外而幸免于难。
吴廷琰被杀後仅20天，美国总统肯尼迪即被刺杀。由于两起暗杀事件的时间相隔较短，且美国方面策划了此前的倒琰政变，肯尼迪遇刺一事一度被视为吴廷琰支持者发动的报复行动。肯尼迪遇刺后，陈丽春在向杰奎琳·肯尼迪发送的唁电中不无讽刺地称“我完全了解你对上帝赐给你这次突来的折磨的感觉”。
吴廷琰被暗杀后，失去政治强人的南越果然未能建立起一个稳定的政府，在他死后的数年中，发生了多次政变，更间接造成美军介入越南战争。即使在阮文紹上台後政變才稍微平息，但貪腐程度卻不輸給吴廷琰時期，直至1975年南越政权垮台。事后，美国参议院多数党领袖迈克·曼斯菲尔德谈到该政变时承认，暗杀吴廷琰是一件“坏事”。